# 榆林河水庫
榆林河水庫是中國甘肅省瓜州縣锁阳城镇的一座水庫，修建于1973年，设计库容730万立方米，死库容60万立方米，由於淤積至2018年实际利用库容只有330万立方米，2018年9月的清淤工程排沙約20万立方米。